# عبد الله باشا الجرمكي
البكلربك عبد الله باشا الجرمكي هو سياسي عثماني شغل منصب والي دمشق منذ 1 يناير 1758 حتى 1 يناير 1760.

## مناصبه
تولى المناصب التالية:
- والي حلب
- والي دمشق (1 يناير 1758–1 يناير 1760)